# Đại học Dongguk
Đại học Dongguk (동국대학교, 東國大學校, Dongguk Daehakgyo, Đông Quốc Đại Học giáo) là trường đại học tư của Hàn Quốc. Trường có các cơ sở tại Seoul, tại Gyeongju, Bắc Gyeongsang và ở Los Angeles, Hoa Kỳ. Ngoài ra, trường còn có hai bệnh viện Tây y và bốn bệnh viện Đông y.

## Địa điểm
Đại học Dongguk nằm ở Jung-gu, Seoul, ngay phía bắc chân núi Namsan. Các tòa ở phía bắc trường chạy thẳng tới các lối đi của công viên Namsan.
Vì nằm trong trung tâm thành phố Seoul nên hai trong số các khu mua sắm chính Dongdaemun về phía bắc và Myeongdong ở phía tây đều nằm gần các cổng của trường. Cổng chính của cơ sở tại Seoul là nơi giao nhau giữa đường tàu điện ngầm số 3 và 4. Ngoài ra, ga điện ngầm Chungmuro nằm gần cổng sau của trường.

## Lịch sử
Trường bắt đầu với tên gọi Trường Myeongjin (명진학교, Myeongjin hakgyo) ngày 8 tháng 5 năm 1906. Trường bị chính quyền đô hộ Nhật Bản buộc đóng cửa từ năm 1922 đến 1928, sau phong trào vận động ngày 1 tháng 3, và một lần nữa vào năm 1944, do những sự kiện náo loạn khoảng cuối Chiến tranh thế giới thứ hai. Đây là một trong những cơ sở đào tạo tại Hàn Quốc được nhận tư cách đại học, theo đúng nghĩa phương Tây, vào năm 1953.
Đại học Dongguk đem đến một nền giáo dục đẳng cấp quốc tế liên kết văn hóa Đông Tây trên nhiều phương diện.
Được thành lập năm 1906 bởi khuynh hướng thống nhất giáo hội Phật giáo toàn thế giới của Tông phái Tào Khê của Triều Tiên, Dongguk là một trong số ít các trường đại học Phật giáo có liên hệ mật thiết trên thế giới. Tuy nhiên, trường luôn mở rộng cửa với các sinh viên và giảng viên của tất cả các tín ngưỡng và mọi giáo lý. Chính các sinh viên và giảng viên từ khắp nơi trên thế giới đã làm tăng thêm hiệu quả giảng dạy cho một trong bốn cơ sở của trường, bằng việc đem đến nhưng kinh nghiệm thực tế và văn hóa trong sứ mệnh giáo dục chung. Những sinh viên chưa tốt nghiệp hay đã ra trường đều được tiếp xúc với các lý thuyết mới nhất và thực hành trực quan ở các phân khoa khác nhau.
Dongguk luôn nằm trong các trường đại học hàng đầu của Hàn Quốc. Tuy nhiên, một trong những yếu tố rất quan trọng của bất kì đại học nào là sự phát triển của chính bản thân mỗi cá nhân.

## Nền tảng giáo dục
Sau các yếu tố tinh thần, trường hướng đến việc tạo dựng tinh thần Phật giáo và quảng bá văn hóa Hàn Quốc và trong việc trau dồi những người có khả năng lãnh đạo, sẽ cống hiến hết mình để thực hiện lý tưởng của dân tộc và nhân loại bằng việc nghiên cứu và giảng dạy lý thuyết trừu tượng và ứng dụng trong thực tế.

## Chương trình đào tạo
Cơ sở tại Seoul có các viện: Viện Nghiên cứu Phật giáo, Viện Nghệ thuật Tự do, Viện Khoa học, Viện Luật, Viện Khoa học Xã hội, Viện Khoa học Tài nguyên cuộc sống, Viện Kỹ thuật, Viện Khoa học Công nghiệp và Thông tin, Viện Giáo dục và Viện Nghệ thuật.
Cơ sở tại Gyeongju có: Viện Văn hóa Phật giáo, Nhân văn, Khoa học Tự nhiên, Luật và Khoa học Chính trị, Thương mại và Kinh tế, Kinh doanh Du lịch, Đông y, Y khoa. Phần lớn các khóa nghiên cứu sinh được cung cấp tại cơ sở Seoul.
Cơ sở chính ở gần Seoul của Đại học Dongguk có rất nhiều ngành học về công nghệ thông tin, kỹ thuật, giáo dục, khoa học xã hội, khoa học nhân văn...
Trường còn được biết đến nhiều nhờ có các ngôi sao điện ảnh, ca nhạc theo học tại đây: diễn viên được yêu thích nhất của Hàn Quốc năm 2010, Lee Seung Gi sau khi tốt nghiệp cử nhân loại giỏi hiện đang học thạc sĩ ngành thương mại quốc tế. Hiện có 69 sinh viên Việt Nam đang theo học nhiều chuyên ngành tại Đại học Dongguk.

## Biểu tượng

### Con voi
Loài vật biểu trưng cho Dongguk là con voi được coi là một động vật linh thiêng với trí tuệ và may mắn. Điều đó có ý nghĩa mô tả các đặc điểm hiện đại, tiến bộ và năng động, cho thấy sinh viên đại học là thế hệ trẻ khéo léo, dũng cảm, thông minh và thân thiện.

### Hoa sen
Bông hoa biểu trưng cho trường là hoa sen, là biểu tượng của giáo lý Phật Pháp.

### Sự kiện liên quan
Ngày 27/3/2008 hãng tin Anh BBC cho biết, Đại học Dongguk đã gửi đơn lên Tòa án bang Connecticut, Hoa Kỳ, để kiện Đại học Yale của Mỹ vì đã chứng nhận sai bằng tiến sĩ của bà Shin Jeong-ah, một công dân Hàn Quốc 35 tuổi.
Sự việc bắt đầu từ năm 2005 khi bà Shin Jeong-ah được nhận vào làm việc tại Khoa Lịch sử nghệ thuật tại Đại học Dongguk. Trong hồ sơ học vấn của mình, bà Shin Jeong-ah khai rằng mình đã tốt nghiệp Đại học Kansas rồi lấy bằng thạc sĩ ngành lịch sử nghệ thuật cũng tại trường này. Sau đó, bà nghiên cứu sinh rồi lấy bằng tiến sĩ tại Đại học Yale. Nhờ bộ hồ sơ với các chứng chỉ, bằng cấp giả mà bà Shin Jeong-ah được phong hàm giáo sư lịch sử nghệ thuật Đại học Dongguk. Nhưng sau một thời gian làm việc, các đồng nghiệp ở Đại học Dongguk thấy năng lực của bà Shin Jeong-ah không phù hợp với bằng cấp đã khai nên đặt vấn đề nghi vấn.

## Các sinh viên nổi bật
Han Suk-kyu
Lee Sun-Mi, (Wonder Girls)
Min Sunye, (Wonder Girls)
T.O.P (Big Bang)
Seo Ju hyun, (SNSD)
Ga Yoon, (4minute)
Son Naeun (Apink)
Shin Min-Ah
Lee Seung Gi
Im Yoona, (SNSD)
Han Hyo-joo
Eun Jung, T-ara
Lee Jang Woo
Park Min Young
Jun Ji-hyun
Lee Hyun Woo (diễn viên trẻ tuổi)
Kim Ji-won
Kim Soo Ro
Park Ha Sun
Young K (DAY6)
Lee Soo-jin (Weeekly)

## Các viện
| Giáo trình Cơ sở tại Seoul Viện Nghiên cứu Phật giáo Viện Nghệ thuật Tự do Viện Khoa học Viện Luật Viện Khoa học Xã hội Viện Khoa học Tài nguyên Đời sống Viện Nghệ thuật Viện Khoa học Công nghiệp và Thông tin Viện Giáo dục và Viện Nghệ thuật. Viện Điện ảnh và Truyền thông Cơ sở tại Gyeongju Viện Văn hóa Phật giáo Viện Nhân văn Viện Khoa học tự nhiên Viện Luật và Khoa học Chính trị Viện Thương mại và Kinh tế Viện Du lịch Viện Đông y Cơ sở tại Los Angeles, Mĩ Khoa Tây Y Cao học Cơ sở tại Seoul Cao học Cao học Hình ảnh & Công nghệ thông tin Cao học Buddhist Studies Cao học Nghiên cứu Phật giáo Cao học Hành chính công Cao học Quản trị Kinh doanh Cao học Giáo dục Cao học Thông tin và Truyền thông Cao học Kỹ thuật Công nghiệp Cao học Văn hóa và Nghệ thuật Cao học Quan hệ Quốc tế và Thông tin Cơ sở tại Gyeongju Cao học Phật giáo và Nghệ thuật Cao học Khoa học Đời sống Cơ sở tại Los Angeles Khoa Tây Y |

| Khuôn viên trường Đại học Dongguk ở Gyeongju vào ban đêm  |
| Khuôn viên trường Đại học Dongguk ở Gyeongju vào ban đêm. |

| Quảng trường chính ở phía trước tòa nhà chính                        |
| Quảng trường chính ở phía trước tòa nhà chính.Trường Đại học Y khoa. |

| Trường Đại học Y khoa |
| Trường Đại học Y.     |

| Bệnh viện Đại học  |
| Bệnh viện Đại học. |

| Giảng đường của Đại học  |
| Giảng đường của Đại học. |

| Khuôn viên trường tại Khoa Nhân Văn  |
| Khuôn viên trường tại Khoa Nhân Văn. |

| Khu ký túc xá  |
| Khu ký túc xá. |

| Giảng đường Khoa học Tự nhiên  |
| Giảng đường Khoa học Tự nhiên. |

| Tượng đài linh vật biểu trưng trong trường  |
| Tượng đài linh vật biểu trưng trong trường. |

| Một khu vực thu hút đông sinh viên  |
| Một khu vực thu hút đông sinh viên. |

| Thư viện             |
| Thư viện của trường. |

| Khu vực để xe đạp  |
| Khu vực để xe đạp. |